# Brian Wynne
Brian Wynne (* 14. Januar 1947) ist ein britischer Sozialwissenschaftler. Er beschäftigt sich vor allem mit dem Verhältnis zwischen Wissenschaft und Öffentlichkeit, Risiken und Unsicherheiten wissenschaftlichen Wissens und der Rolle von Experten und Laien in diesem Zusammenhang. Nachdem er zunächst Materialwissenschaften studiert hatte, wandte er sich Anfang der 1970er Jahre erst in Edinburgh, später in Lancaster dem noch jungen Feld der Science and Technology Studies zu.
1982 erschien mit Rationality and Ritual Wynnes erstes Buch, welches die Anhörung um den Neubau einer zivilen Wiederaufbereitungsanlage in Sellafield aus dieser Perspektive diskutierte. Wynne hat sich neben seiner Forschungsarbeit auch in politischen und Expertengremien der britischen und europäischen Politik engagiert. 2010 erhielt er für seinen Beitrag zur Erforschung von Wissenschaft und Technik in Politik und Öffentlichkeit den John Desmond Bernal Prize der Society for Social Studies of Science.

## Biografie

### Jugend und Ausbildung
Brian Wynne wuchs im ländlichen Nordwesten Englands auf. Für ein Studium der Naturwissenschaften ging er in den 1960ern an die University of Cambridge, wo er 1968 mit einem Master of Arts abschloss und 1971 seinen PhD in Materialwissenschaft erhielt. Ursprünglich hatte Wynne geplant, auch seinen Postdoc am gleichen Institut zu machen, sein Forschungsvorhaben zu energieeffizienten Materialien wurde jedoch von seinem Doktorvater unerwartet verworfen. Wynne führte das auf den Einfluss des Militärs als Geldgeber zurück, der im Forschungsprogramm des Instituts keinen Platz für derlei Fragen ließ. Er nahm den Vorfall zum Anlass, sich beruflich neu zu orientieren und sich mit dem Verhältnis von Politik und Wissenschaftsbetrieb auseinanderzusetzen. An der University of Edinburgh, wo David Bloor und Barry Barnes kurz zuvor die Science Studies Unit gegründet hatten, schrieb sich Wynne für Wissenschaftsphilosophie, -soziologie und -geschichte ein. Der in Edinburgh beheimateten Sociology of Scientific Knowledge (SSK) ging es Anfang der 1970er darum, das Wissenschaftsmodell Robert K. Mertons zu hinterfragen und die politischen und ideologischen Einflüsse in etabliertem wissenschaftlichen Wissen herauszuarbeiten. Anders als die Edinburgh School um Barnes und Bloor oder der Bath School Harry Collins’ interessierte sich Wynne aber weniger dafür, wie wissenschaftliche Wahrheiten im Detail produziert werden, sondern stellte vorrangig die Frage, wie diese Wahrheiten in eine uninformierte bis ablehnende Öffentlichkeit getragen wurden. Während sich der Mainstream der Science and Technology Studies (STS) ab Ende der 1970er mehr und mehr auf ethnographische Laborstudien verlegte, arbeitete Wynne daran, die politische Tragweite der dort generierten Erkenntnisse zu erfassen. Die mittlerweile international gebräuchliche Bezeichnung Science and Technology Studies (Studies, nach wie vor STS abgekürzt), geht auf diese zusätzliche Dimension auch ein. Bei der STS internen Debatte betonen Wynne und Sheila Jasanoff eine stärkere Einbeziehung der Öffentlichkeit, um diese auch vor einer Bevormundung durch Experten zu schützen, während Harry Collins und Robert Evans den Fokus auf die eigenständige Rolle von Experten legen.

### Lancaster, THORP, IIASA: Wissenschaft in der Öffentlichkeit
Nachdem er 1975 für eine Arbeit zur frühen Geschichte der Quantentheorie einen Abschluss als Master of Philosophy erhalten hatte, verließ Wynne Edinburgh und wechselte an die University of Lancaster, wo die SSK zur Sociology of Scientific Knowledge in Public Arenas (SSKiPA) weiterentwickelt wurde. Beeinflusst von Dorothy Nelkin, die eine ähnliche Kontroverse am Lake Cayuga untersucht hatte, unternahm er 1977 eine Ethnografie zum Neubau der zivilen Wiederaufbereitungsanlage THORP in Windscale. Wynne hatte an der Anhörung zu dem Projekt mitgearbeitet. Seine Erfahrungen beschrieb er in seinem ersten Buch, Rationality and Ritual (1982). Er kritisierte die verantwortlichen Politiker, weil sie ihre Entscheidung als wissenschaftlich basiert dargestellt und damit jegliche politische Dimension ausgeblendet hätten. Er stellte einen heftigen Widerspruch zwischen der Behauptung, man habe eine klar nachvollziehbare wissenschaftsbasierte Entscheidung getroffen und der in seinen Augen völlig verfahrenen Realität fest. Über die Herstellung von Atomwaffen hinaus sei der Prozess weder wirtschaftlich lohnend noch technisch wirklich zu beherrschen. Wynnes Buch und die Veröffentlichungen dazu gelten als Musterbeispiele für den politischen Umgang auch mit anderen Technikfeldern, so etwa Gentechnik und Biotechnologie, bei denen ebenso ethische, moralische und politische Aspekte wichtiger sind als Wissenschaft im engeren Sinne.
Wynne gehörte zu den ersten Mitgliedern der Leitung der Europäischen Umweltagentur, (EEA, 1994–2000) und war unter anderem beim britischen Oberhaus für dessen Ausschuss für Wissenschaft und Technik als Berater im März 2000 tätig. Bei der London Royal Society war er im Komitee "Wissenschaft und Gesellschaft" tätig. Er war federführend beim EU-Bericht Wissensgesellschaft in Europa. 2010 wurde Wynne von der Society for Social Studies of Science mit dem John Desmond Bernal Preis ausgezeichnet.

## Experten und Laienwissen

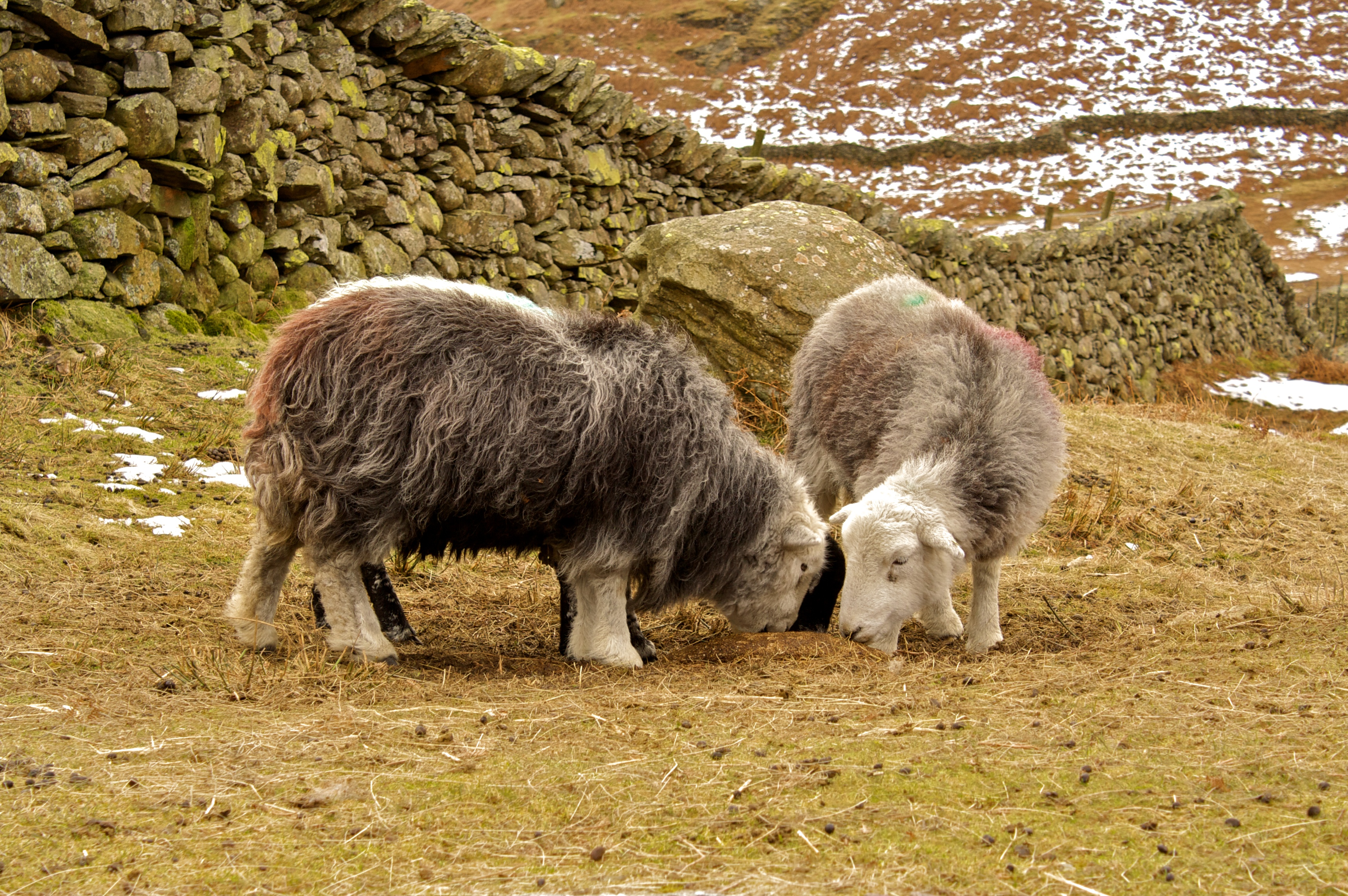
Herdwickschafe in Cumbria

Wynnes Aufsatz May the Sheep Safely Graze? A reflexive view of the expert lay knowledge divide (Schafe können sicher weiden?) in Risk, Environment and Modernity von 1996 gilt als grundlegende und wegweisende Arbeit. Wynne hat sich dabei auf hohem theoretischen Niveau mit soziologischen Ansätzen zur Expertenrolle befasst und eigene frühere Arbeiten in einen größeren Zusammenhang gestellt. Er reflektiert dabei Ansätze zur Risikogesellschaft Ulrich Becks und Anthony Giddens und deren Behandlung oder Nichtbehandlung des Legitimitätsproblems und ihre Anwendbarkeit bei Umweltproblemen.
Wynne nennt Konflikte von Experten und Laien, die auch den Expertenbegriff in Frage stellen. Er führt Untersuchungen zum Umgang mit der Evolutionstheorie bei britischen Handwerkern und Arbeitern und Konflikte zwischen Bauern und Experten in der Dritten Welt an. Er sieht die Abwesenheit eines öffentlichen Diskurses über einen Experten- oder Wissenschaftskonsens nicht als Akzeptanz an.
Ein Beispiel aus Wynnes eigener Forschung behandelt einen langjährigen Konflikt zwischen Schaffarmern in Cumbria, Umweltexperten und Verwaltungsrestriktionen, den er Anfang der 1990er Jahre untersucht hatte. Den Farmern dort wurden nach der Reaktorkatastrophe von Tschernobyl 1986 erhebliche Auflagen wegen angeblicher radioaktiver Belastung der Tiere und Weiden auferlegt, wogegen diese sich erbittert, aber vergeblich wehrten. Wynne stellt in seiner Fallstudie die zum Teil groteske Interaktion der Experten mit den Schaffarmern bei den Versuchen und Untersuchungen heraus. Die auswärtigen Experten ignorierten bei Versuchen und Vorgaben das Wissen, Verhaltensweisen (auch der Schafe) und die praktische Erfahrung der Farmer. Es stellte sich einige Zeit später heraus, dass die gefundenen radioaktiven Partikel tatsächlich zu einem Gutteil von der Wiederaufbereitungsanlage Sellafield stammten. Den Farmern war bewusst gewesen, dass sich saure torfhaltige Böden vor Ort bei der Aufnahme von Nährstoffen und Schwermetallen ganz anders verhielten als tonhaltige Erdschichten, was die Experten ignoriert hatten. Ebenso waren die verhängten Auflagen zu Unrecht erfolgt. Das Misstrauen und die erschwerte Zusammenarbeit hatte auch mit schlechten Erfahrungen der Farmer mit Expertengutachten in der Vergangenheit zu tun. Wynne stellte bei den Farmern sowohl eine intensive Reflexion ihres eigenen Wissens als auch ihres Verhältnisses zu den Experten fest und vermisste eine solche Reflexion bei den Wissenschaftlern – dies wäre aber für eine Annahme der wissenschaftlichen Erkenntnisse bei den Laien essentiell. Der Fall illustriert beispielhaft die Beschränkungen von Expertise wie die Wichtigkeit, die Expertise und Wahrnehmung der betroffenen Menschen in Betracht zu ziehen. Das differenzierte Urteil von Laien sollte demnach nicht auf Ignoranz oder Irrationalität zurückgeführt werden, die tatsächliche Expertise solcher Laien, gerade wenn es um deren ureigenste Tätigkeit geht, sollte weder unterschätzt noch ignoriert werden.
Das Scheitern von Experten und deren Weltbilder in regionalen Zusammenhängen sind mittlerweile anhand vieler weiterer Fallstudien bestätigt worden. Wynne schlug neben Funtowicz und Ravetz' Konzept des erweiterten Peer-reviews und der Post-normal science auch eigene Lösungsansätze vor. Er plädiert ebenso für eine breitere Einbeziehung verschiedener, auch nicht wissenschaftlicher Stakeholder.

## Risikodimensionen
Die Unterscheidung von Unwägbarkeiten und berechenbaren Risiken ist in den Wirtschaftswissenschaften schon seit Frank Knights „Risk, Uncertainty and Profit“ bekannt, Kritik am epistemischen Gehalt von Risikoberechnungen findet sich ebenso bei John Maynard Keynes, eine populäre Zusammenfassung vgl. Known Unknowns. Wynne erweiterte Knights Schema und unterschied bereits 1992 neben berechenbaren Risiken ebenso Unsicherheiten, bei den wesentlich Parameter schon bekannt sind, Unwissen über die letzteren und Unbestimmtheit, bei der ganze Kausalketten nicht abzuschätzen sind. Wynne grenzt die epistemische Reichweite von Risikoabschätzungen insoweit ein, als Risiken oder Unsicherheiten nur durch das künstliche Einfrieren (vgl. Quenchen) der Umgebungsparameter einer tatsächlichen Gegebenheit möglich sei. Das Ergebnis sei insoweit bedingt gültig und aufgrund möglicher laufender Veränderungen auch nicht beliebig auf die Zukunft übertragbar und global einzusetzen.

## Regulierung und Technikfolgenabschätzung
Die ersten STS-Studien hatten sich mit dem Verhältnis von Wissenschaft, Expertise und Politik befasst. Die politische Entscheidungsfindung findet demnach immer lange vor dem Entstehen eines wissenschaftlichen Konsens statt, was die Rolle eines wissenschaftlichen Konsens bei Regulierung und Technikfolgenabschätzung eher nachrangig erscheinen lässt.
Wynne trug auch zur zweiten Welle bei, die die Beteiligung von Experten in politischen Kontroversen und Entscheidungsfindungen und deren demokratischer Legitimation untersuchte. Wynne sieht bei der Technikregulierung ein grundlegendes Problem im Umgang mit bei Nichtwissen und Unsicherheiten. Diese wären nach dem Prinzip Vorsorge oder reaktiv abzufedern, würden aber zumeist mit bekannten, berechenbaren Risiken gleichgesetzt. Wynne hat dabei eine Übersetzung von Ängsten und Befürchtungen in eine pseudonaturwissenschaftliche Sicherheit identifiziert und er stärkt damit dabei der Rolle des Laienwissens gegenüber den Ansätzen von Beck und Giddens. Wynnes Konzept hat insbesondere im Bereich der Technikfolgenabschätzung, namentlich bei der sogenannten Konstruktive TA (abgekürzt CTA) Bedeutung gewonnen, die ein Ergebnis der zweiten Welle ist. Das Konzept, ursprünglich in den Niederlanden entwickelt, versucht die Entwicklung neuer Technik durch Rückmeldungen aus der TA zu beeinflussen und dabei soziale oder ökologische Folgen bereits im Konstruktionsprozess einzubeziehen. Bei Unklarheiten sind nach Wynne nun nicht die Wahrscheinlichkeiten, sondern das Ausmaß der möglichen Folgen von Bedeutung. Bei der Regulierung von genmanipulierten Nahrungsmitteln etwa geht es demnach weniger um bestimmbare Risiken, sondern um Furcht vor Schäden in vielfältigsten Bereichen. Die Reduktion auf eine simples naturwissenschaftliches Bild ist dabei weder sinnvoll noch hilfreich. Wynne war auch bei der ein oder anderen Anwendung seiner Forschung insoweit skeptisch, als die entsprechenden Bürgerbeteiligungskonzepte oft eher auf eine Erziehung der Laien hinzuwirken versuchten, als sie tatsächlich einzubeziehen.
Im Rahmen der sogenannten dritten Welle der STS-Wissenschaftsstudien wurde Wynnes Arbeit und die zugrundeliegende Studie neu interpretiert. Bei der sogenannten Dritten Welle geht es vermehrt um die Frage, wer denn als Experte anzusehen sei und wofür – und inwieweit manchen Laien in bestimmten Fragen nicht ebenso Expertenwissen und Expertenstatus zukommt, ähnlich wie Experten selbst in den meisten Fragen außerhalb ihres Fachbereiches Laien sind.

## Klimaveränderungen
Bei der Kontroverse um die globale Erwärmung sieht Wynne einen langjährigen Streit um die Richtigkeit der Annahme, menschliches Handeln sei für ernsthafte globale Risiken durch den anthropogenen Klimawandel verantwortlich. Er distanziert sich aber von der Vorstellung, Wissenschaft werde bei genügender Sicherheit und einhelliger Zustimmung nahezu automatisch in politisches Handeln umgesetzt. Dieses konventionelle Übersetzungsmodell (im STS Sprachgebrauch auch oft lineares Modell des Verhältnisses von Wissenschaft und Politik) sei nicht zutreffend. Es gehe weniger um das Leugnen von wissenschaftlichen Erkenntnissen, die durchaus sehr robust seien, sondern um nach wie vor bestehende grundlegende Unsicherheit in deren epistemische Aussagekraft. Es sei durchaus möglich, dass die tatsächlichen (Klima-)Risiken durch die wirtschaftliche und gesellschaftliche Dynamik sogar deutlich unterschätzt würden. Die betont naturwissenschaftlichen Deutungsrahmen hätten bereits massiven Einfluss auf die öffentliche Diskussion, verdeckten dabei die wichtigen (gesellschaftlichen) Querschnittsthemen und Einflüsse. Es gebe nun den wörtlich perversen Effekt, dass der betont naturwissenschaftlich geführte Diskurs der Bereitschaft zum politischen Handeln und der Übernahme von Verantwortung eher abträglich sei.